# Fahlander
Fahlander, eller Falander, är ett svenskt släktnamn som aktuellt bärs av 316 personer i Sverige (januari, 2012).

## Prästsläkt
Fahlander är en prästsläkt i Dalarna. Stamfadern hette Laurentius Andreae Fahlander Cuprimontanus och var kyrkoherde i Malung på 1600-talet. Från Laurentius stammar adelsätten Edelstam och från Laurentius bror Mathias stammar adelsätterna Tigerstedt och Wasastjerna.

### Webbkällor
- https://web.archive.org/web/20120213164112/http://svenskanamn.alltforforaldrar.se/statistik/sverige